# Anabelle Prawerman
Anabelle Prawerman (París, 13 de enero de 1963) es una deportista francesa que compitió en voleibol, en la modalidad de playa. Ganó una medalla de plata en el Campeonato Europeo de Vóley Playa de 1999.

## Palmarés internacional
| Campeonato Europeo | Campeonato Europeo         | Campeonato Europeo | Campeonato Europeo |
| Año                | Lugar                      | Medalla            | Pareja             |
| ------------------ | -------------------------- | ------------------ | ------------------ |
| 1999               | Palma de Mallorca (España) | Medalla de plata   | Cécile Rigaux      |